# Microtus agrestis
L'arvicola agreste (Microtus agrestis (Linnaeus, 1761)) è un mammifero roditore appartenente alla famiglia dei Cricetidi.

## Distribuzione
L'arvicola agreste è presente, con numerose sottospecie (Microtus agrestis agrestis, Microtus agrestis armoricanus, Microtus agrestis bailloni, Microtus agrestis hirtus, Microtus agrestis macgillivraii, Microtus agrestis mongol, Microtus agrestis niger, Microtus agrestis pannonicus) in gran parte dell'Europa e dell'Asia: il suo areale si estende dal nord del Portogallo fino alla Siberia e alla Cina.

In Italia la distribuzione di questa specie è limitata alla parte nord-orientale della penisola (Trentino-Alto Adige, Friuli e Veneto), dove vive la sottospecie M. a. niger .
Predilige le aree erbose, con preferenza verso suoli ad elevata umidità: la si trova pertanto in prati, radure boschive, argini di fiumi, torbiere. A differenza della congenere ed affine arvicola campestre (Microtus arvalis), tende ad evitare le aree pianeggianti.

## Descrizione

### Dimensioni
Misura circa 8 cm di lunghezza (di cui 3 spettano alla coda), per un peso che si aggira attorno alla ventina di grammi.

### Aspetto

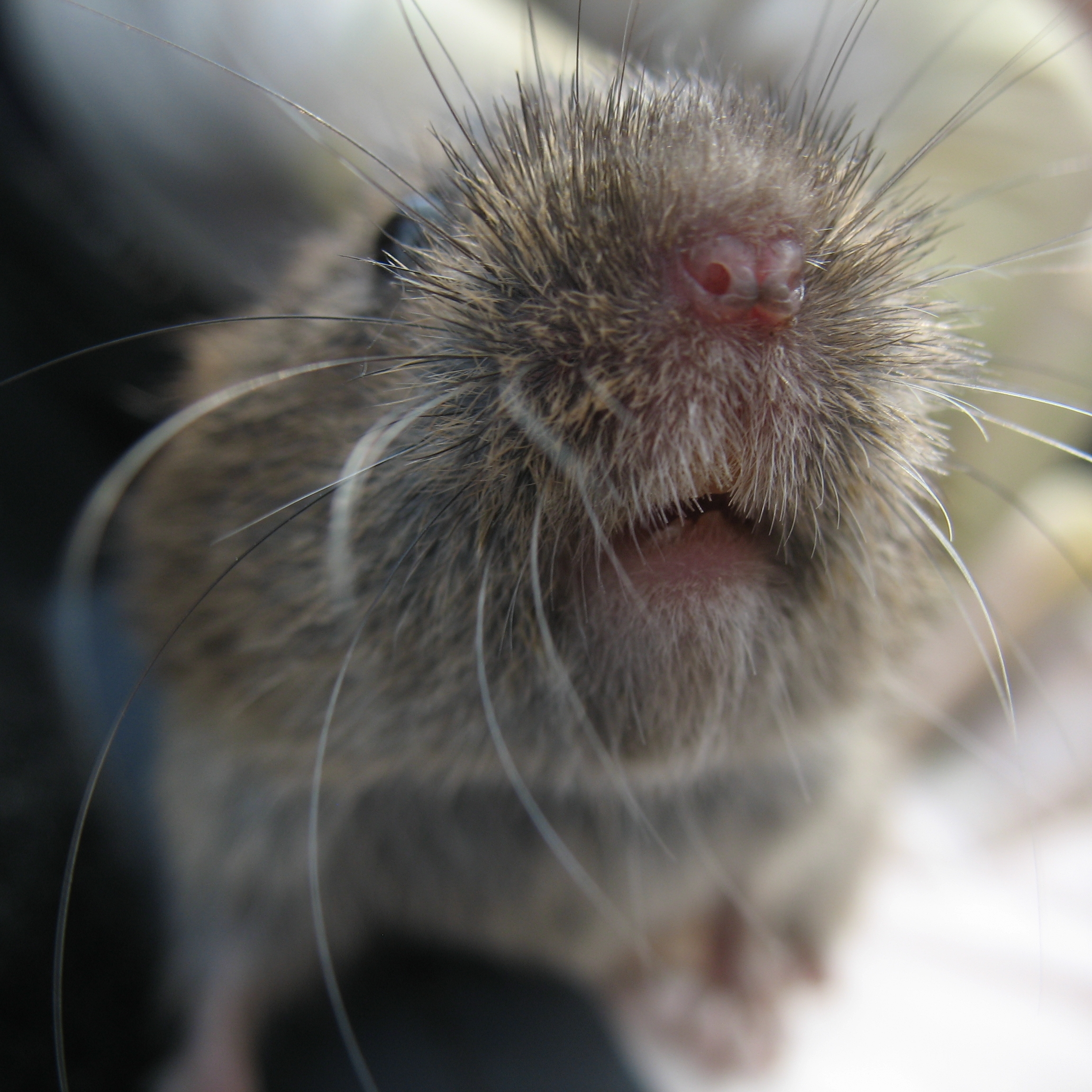
Particolare del muso: notare le lunghe vibrisse.

Il pelo è di colore bruno-arancio sul dorso, con presenza di peli più scuri sul quarto posteriore, che divengono predominanti sulla parte superiore della coda, piuttosto corta: le zampe, il ventre, la gola e la parte inferiore della coda sono invece di colore bianco.
L'arvicola agreste è estremamente simile alla congenere arvicola terrestre (Microtus arvalis), con la quale viene molto spesso confusa e dalla quale è praticamente impossibile da distinguere con sicurezza ad un primo sguardo: le differenze fra le due specie sussistono in termini di struttura e copertura pilifera del padiglione auricolare e del cranio.

## Biologia
Si tratta di animali attivi durante tutto il giorno: pur essendo in grado di scavare lunghe e complesse gallerie sotterranee, generalmente essi si muovono lungo tunnel realizzati dal continuo passaggio nel folto dell'erba. Gli animali sono molto cauti e silenziosi, in quanto fonte importantissima di cibo per una grande quantità di predatori. Le popolazioni di arvicola agreste nel loro insieme sembrano seguire un andamento costante, con picchi improvvisi del numero di individui ogni quattro anni circa.

### Alimentazione
Si nutre praticamente di ogni sostanza di origine vegetale che riesce a reperire, dai semi, alle granaglie, ai germogli: nelle aree in cui risulta particolarmente abbondante, questo animale può causare danni anche ingenti alle colture od alla copertura boschiva, in quanto danneggia sia le piantine, mangiando i germogli e le foglioline tenere, sia gli esemplari adulti, scortecciando l'area del tronco più vicina al terreno durante i periodi invernali di magra.

## Conservazione
La IUCN red list considera M. agrestis una specie a basso rischio (Least Concern .